# فقط (فیلم ۲۰۰۸)
فقط (به هندی: Sirf) یا فقط… زندگی در سمت دیگر سبزتر به نظر می‌رسد فیلمی محصول سال ۲۰۰۸ و به کارگردانی راجاتیش نایر است. در این فیلم بازیگرانی همچون کی کی منون، مانیشا کویرالا، رانویر شوری، سونالی کولکارنی، ریتوپارنا سنگوپتا و نائوهد سیروسی ایفای نقش کرده‌اند.